# فن اللدائن

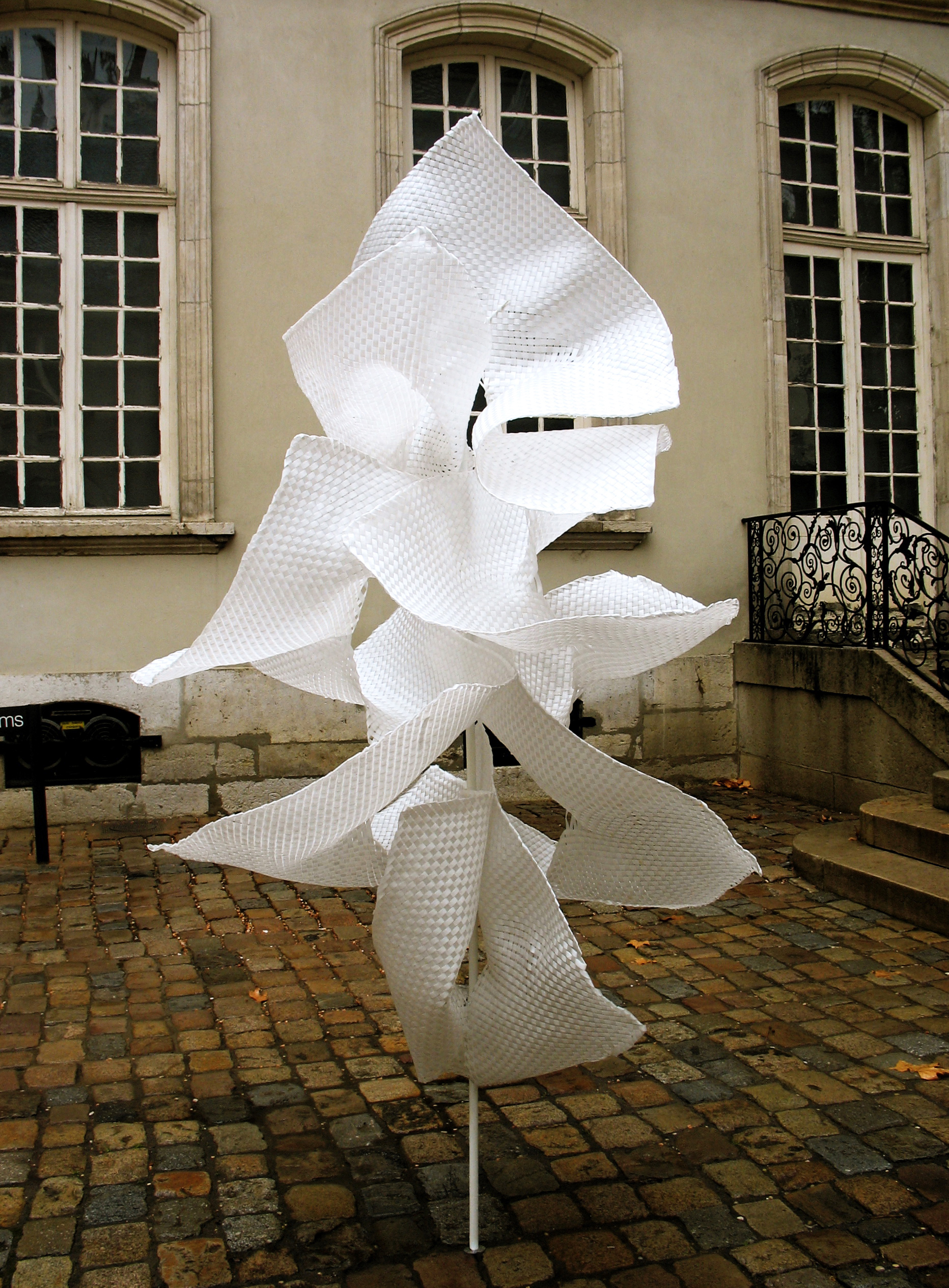

فن اللدائن أو الفنون البلاستيكية هي ممارساتٌ وأنشطة تمثل وتجسد الفنون والجماليات من خلال الأشكال والأحجام.

## أصل التسمية
فبين فن اللدائن والفن المرئي فرق طفيف قد يدفع باعتبارهم اسم لمجموعة فنون واحدة فالتسميتان متنافستان. يعد إيمانويل كانت أول من أدرج هذا المصطلح في القرن الثامن عشر الذي ترجم فيما بعد إلى الفرنسية وأصبح يعرف بفن اللدائن أو الفن المرئي، وهذا الاخير يشمل كلا من فن اللدائن والنحت والهندسة المعمارية والرسم، كله تدخل في فئة فنون الشكل المرئي الساكن.